# Laima Bulotaitė
Laima Bulotaitė (* 1955) ist eine litauische Psychologin und Professorin der VU.

## Leben
Nach dem Abitur  an der Mittelschule   studierte und absolvierte Laima Bulotaitė das Diplomstudium der Psychologie an der Vilniaus universitetas in Vilnius. Danach arbeitete sie am Hygiene-Institut und am Zentrum für Suchtkrankheiten Vilnius. 1970 promovierte er zum Thema Dynamische Eigenschaften der sensorischen Neuronen („Sensorinių neuronų dinaminės savybės“) und wurde Kandidat der Biologie. Sie lehrte er an der Vilniaus universitetas als Professorin. Ihre Forschungsgebiete sind Gesundheitsförderung und Krankheitsprävention,
psychologische Aspekte der Abhängigkeit, Gesundheitspsychologie, riskantes Verhalten.
2004–2006 leitete sie als Präsidentin Psychologenverein Litauens (Lietuvos psichologų sąjunga).